# Kuytunsky (huyện)
Huyện Kuytunsky (tiếng Nga: ? райо́н) là một huyện hành chính tự quản (raion), của Tỉnh Irkutsk, Nga. Huyện có diện tích 11834 km², dân số thời điểm ngày 1 tháng 1 năm 2000 là 41500 người. Trung tâm của huyện đóng ở Kuytun.